# گردنورونیان
گردنورونیان (نام علمی: Cycloneuralia) نام یک رده از superphylum پوست‌اندازان است.